# Karolinentalbrücke

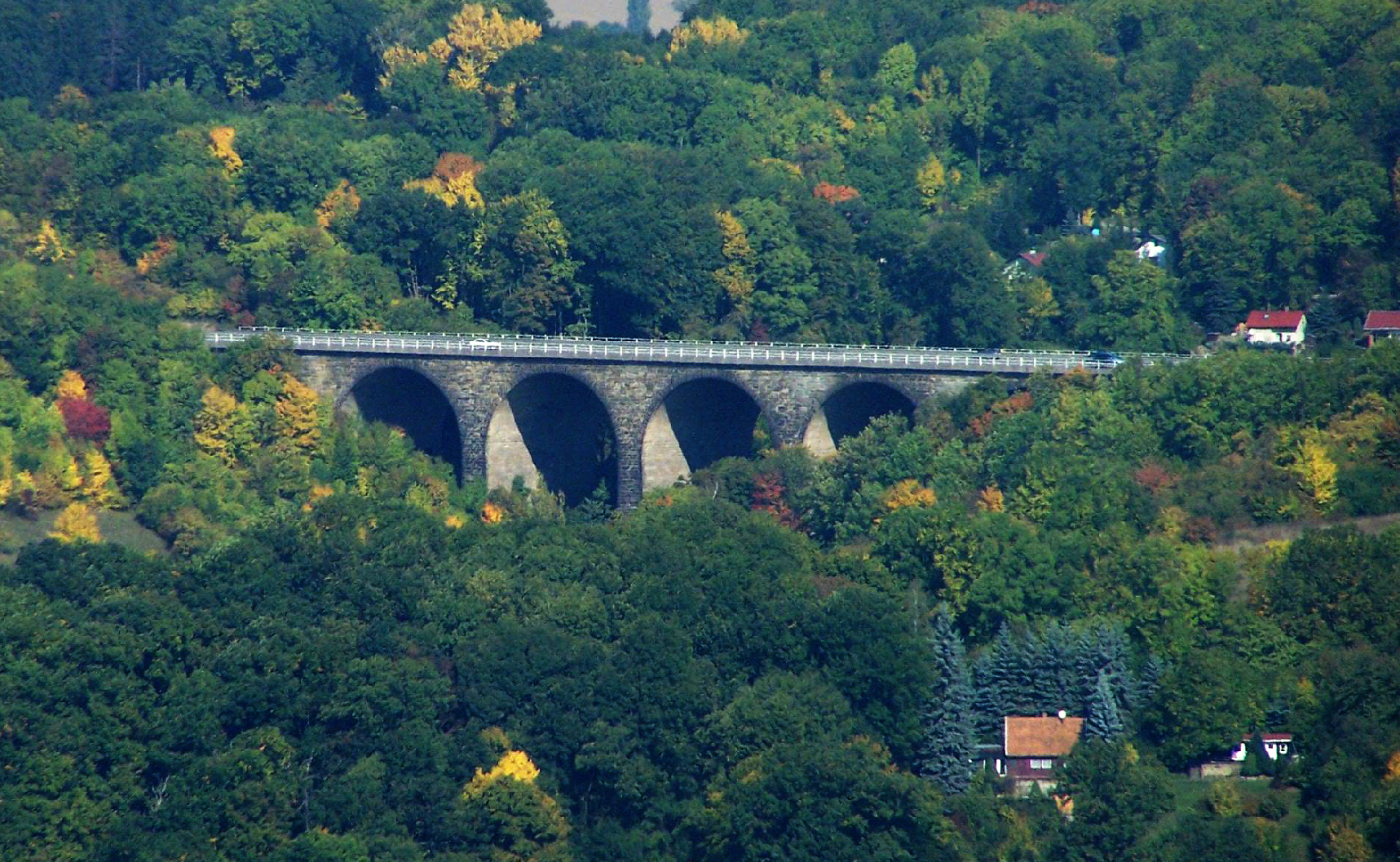
Karolinenbrücke von Süden (2008)

Die Karolinentalbrücke, auch Karolinenbrücke ist eine ehemalige Autobahnbrücke im Stadtgebiet von Eisenach in Thüringen. Sie steht unter Denkmalschutz.

## Lage
Die Brücke liegt im Norden der Eisenacher Innenstadt und überspannt das Karolinental, ein Seitental des Wartenberges, in dem mit der Karolinenstraße die historische Straßenverbindung von Eisenach über den Dürrerhof nach Hötzelsroda verläuft.

## Architektur
Die Kreisbogenbrücke hat eine Gesamtlänge von 263 m. Sie besteht aus 8 Bögen, die jeweils eine Stützweite von 26 Metern haben. Die Stahlbetonkonstruktion wurde mit bossiertem Elbsandstein verkleidet.

## Geschichte
Die Bauarbeiten an der Brücke begannen 1938 im Zuge der Reichsautobahn-Strecke 79. Die Bauausführung oblag der Deutschen Bau-AG aus Berlin, die Natursteine lieferte die ARGE Pirnaer Hartsandsteinbetriebe GmbH aus Pirna. Bis Herbst 1939 war das Bauwerk weitgehend vollendet, Restarbeiten unterblieben nach Kriegsbeginn. 1941 wurde die Autobahn dennoch provisorisch bis zur Abfahrt Eisenach-West fertiggestellt und für den Verkehr freigegeben. Die Karolinentalbrücke war zunächst nur einspurig auf der südlichen Richtungsfahrbahn befahrbar.
1963 wurde die Brückenentwässerung erneuert. Der Längskanal, der in die Pfeiler führte, wurde durch Querabschläge mit Freifallentwässerung ersetzt. 1983 erhielt die Brücke im Zuge des zweistreifigen Ausbaus der Autobahn zwischen den Hörselbergen und dem neu errichteten Grenzübergang Wartha/Herleshausen unmittelbar westlich von Eisenach einen neuen Fahrbahnbelag, die Abdichtung wurde erneuert. 1998 wurde ein neues Geländer angebracht.
Mit Verlegung der Autobahn 4 und der Neuordnung des Straßennetzes in Eisenach im Jahr 2010 wurde die Brücke Teil der Bundesstraße 19. Die Umstufung wurde begleitet von einer umfassenden Sanierung des Bauwerkes.